# نارو-فومينسك
نارو-فومينسك (الروسية: Наро-Фоминск) هي إحدى مدن روسيا في الكيان الفدرالي الروسي موسكو أوبلاست.

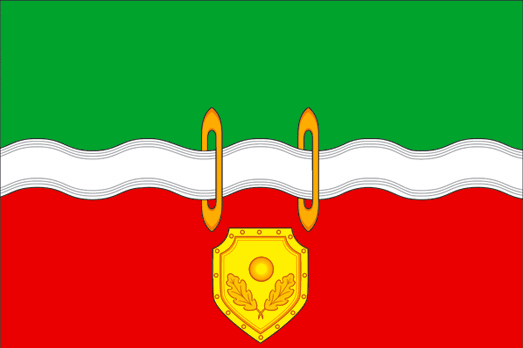

## نبذة عن تاريخ المدينة
تشير الحفريات الاثرية إلى ان الإنسان سكن في موقع المدينة منذ القرن الـ 12 . وجاء أول ذكر لها عام 1339 ضمن وصية ايفان كاليتا إلى اولاده.
في اثناء الحرب الوطنية عام 1812 عندما ترك نابليون وقواته موسكو وتوجهوا نحو الغرب، كانت طريقهم عبر هذه البلدة حيث مكث فيها نابليون بعض الوقت. وبعد ان علم ميخائيل كوتوزوف قائد القوات الروسية بدخول القوات الفرنسية إلى البلدة قرر إرسال بعض قواته لملاحقة القوات الفرنسية الموجودة في البلدة معتمدا على معلومات تفيد بان فصيلا من القوات الفرنسية يمكث في البلدة. ولكن عندما علم قائد المجموعة الروسية بوجود نابليون في البلدة بصحبة كافة قواته قرر عدم الدخول اليها بل ملاقاتهم بعد خروجهم منها.
شهد النصف الأول من القرن الـ 19 إنشاء مصنع للمنتجات الورقية الذي شكل اساسا لتوسع المدينة وازدياد سكانها.
في عام 1863 افتتحت في البلدة أول مدرسة وفي عام 1892 بدأ بناء مصنع النسيج ليشكل في نهاية القرن الـ 19 بلدة عمالية تضم مستشفى وصيدلية وحماما عموميا ومخبزا ومكتبة.
خلال هجوم القوات الفاشية على العاصمة موسكو في خريف عام 1941 كانت مدينة نارو- فومينسك ضمن اتجاه الضربات الرئيسية لهذا الهجوم. فمن يوم 17 أكتوبر/ تشرين الأول عام 1941 تعرضت المدينة إلى قصف جوي شديد وبعد 4 أيام احتلت القوات الفاشية الجزء الغربي للمدينة ولم تتمكن القوات المهاجمة من التقدم أكثر من ذلك نظرا للمقاومة البطولية التي ابدتها فصائل الجيش الأحمر والمقاومة الشعبية. وفي يوم 1 ديسمبر/ كانون الأول عام 1941 تمكنت القوات الألمانية من اختراق الخطوط الدفاعية شمال وجنوب المدينة، مما شكل خطرا لمحاصرتها. ولكن بمساعدة القوات الاحتياطية تم ايقاف تقدم القوات الألمانية. وبعد معارك ضارية استمرت شهرين تم في 26 ديسمبر/ كانون الأول عام 1941 تحرير المدينة بالكامل

## توأمة
لنارو-فومينسك اتفاقيات توأمة مع:
- داوغافبيلس (28 نوفمبر 1997 -)